# 恩斯特·马赫
恩斯特·马赫（德語：Ernst Mach；1838年2月18日—1916年2月19日）捷克出生的奥地利物理学家、心理学家、科学史学家与哲学家。马赫的物理学研究课题主要包括光的传播规律和超音速现象，马赫数和马赫带因其得名。马赫大力强调了经验主义和实证主义在科学研究中的重要性，为科学哲学的发展奠定了基础。马赫的思想在哲学界和科学界都有很大影响力。后来出现的逻辑实证主义借鉴并发展了马赫的科学哲学。
马赫的思想推动了半个多世纪内科学研究最前沿的发展，对当时物理学界所发生的最深刻的两场理论革命来说功不可没。相对论和量子物理学的出现颠覆了专家们的许多常识，马赫的实证理论有助于一些物理学家们大胆接纳符合实验事实的新物理原理，适应巨大的思维变革。虽然马赫本人的物理学研究成果局限于实验物理学，但受他影响较大的物理学家不乏相对论和量子物理学理论研究的领军人物，如爱因斯坦、沃尔夫冈·泡利和理查·费曼。这些人为人类认识神奇的弯曲时空和怪异的微观世界作出了巨大的贡献。

## 个人经历
恩斯特·马赫出生于奥匈帝国布尔诺。14岁之前自学在家，之后直接进入高中，在17岁那年到维也纳大学学习。他在维也纳大学学习了数学、物理和哲学，并在1860年得到了物理学博士学位。他早期的作品着眼光学和声学中的多普勒效应。1864年他在格拉茨成为了一名数学教授，1866年又被提名为物理学教授。在此期间里马赫又开始热衷起感觉的生理学。1867年马赫成为了布拉格大学的一名实验物理学教授。他在那裡待了28年，一直到回到維也納。

## 主要成就

### 哲学
马赫造就了在19世纪至20世纪颇有影响力的科学哲学。马赫认为科学定律便是试验所得事实概述，造了出来为的就是让人更容易理解复杂的数据。故说科学定律同现实的联系倒不如同思维的联系密致。
马赫同意路德维希·玻尔兹曼的哲学，却反对他和其他提倡物理学的原子理论的人。因原子过于微小而直接观察不得，那时候并无说得通的原子模型；原子的假说在马赫看来不甚可靠，也兴许是他觉得这假说不够经济。

### 物理学
马赫是实验物理学家。他的物理学研究方向集中于光波在不同介质中的干涉、衍射、折射和偏振现象（包括进一步施加外部干扰时所发生的变化）。其次，他发表了一些关于超音速流体力学的重要成果。马赫和负责摄影的物理学家皮特·萨彻在1887年发表了有关该项有关超音速研究的论文，它正确地描述了超音速拋體運動的声音效应（即声爆）。他们推导并实验验证了高速抛体尖端的圆锥形冲击波的存在。流体速度与局部音速之比vp/vs现在被称作马赫数。在空气动力学和流体动力学中研究流体中物体的高速运动时，这个参数的取值大小是十分关键的。在物理宇宙学研究中，马赫提出了今天人们熟知的马赫原理。

## 影响

### 哲学
马赫直接地影响了维也纳学派的诸哲学家和逻辑实证主义的一派人。阿尔伯特·爱因斯坦誉他作相对论的先驱。
知名物理学家理查·费曼自幼只讲证据、不惧权威的个性就来自于其父亲的言传身教，而他的父亲正是受到了马赫的影响。
马赫的实证主义也影响了大批俄国的马克思主义者，如亚历山大·波格丹诺夫。1908年，列宁撰文《唯物主义和经验批判主义》批判俄国马赫主义。